# Orfejeva lira
Orfejeva lira je mladinski roman slovenske pisateljice Aksinje Kermauner in pisatelja Silvestra Vogrinca. Izšel je leta 2023 (COBISS) pri Miš Založbi in leta 2024 pri Javni agenciji za knjigo (JAK).

## Snov in motiv
Orfejeva lira je večplasten mladinski roman s prvinami pustolovskega, športnega in zgodovinskega romana ter primesi fantastičnega in magičnega. Loteva se problemskih tem, kot so odraščanje, prva ljubezen, prijateljstvo, medvrstniško nasilje, borilne veščine, družbena razslojenost. Zgodba razkriva tudi kulturne znamenitosti najstarejšega slovenskega mesta Ptuja. V svetovni literaturi zraven oznake YA (angleško: young adult) in mladinske tematike, sodi tudi v zvrst šuanhuan (kitajsko: xuanhuan), kjer se borilne veščine prepletajo z magijo in fantazijo.

## Vsebina
Gimnazijka Evi se namesto baleta odloči za vadbo karateja, ki ji pomaga, da se iz poslušnega, pokornega dekleta prelevi v odločno, samozavestno osebo, ki se zna zoperstaviti medvrstniškemu nasilju. Z najboljšo prijateljico, karateistko Lucijo in druščino se poda v »lov za zakladom«, v iskanje Orfejeve lire, ki jo vodi po ptujskih znamenitostih v ozke ulice, temačna dvorišča, grajske rove in skrivnostne mitreje, kjer spoznava vznemirljivo zgodovino mesta. Ker je Orfejeva lira magični predmet, ki lahko po mitu o Orfeju in Evridiki obuja mrtve v življenje, se ga želi polastiti zlonamerna tajna združba. Evi in druščina se tako znajde v večnem boju med silami teme in silami Luči. 

## Ocene
Roman je leta 2023 dobil mednarodno priznanje Bele vrane in bil uvrščen v priporočeni izbor dvestotih otroških in mladinskih knjig iz celega sveta, ki ga vsako leto objavi fondacija Mednarodna mladinska knjižnica (International Youth Library) ter je predstavljen na Bolonjskem in Frankfurtskem knjižnem sejmu. V okviru projekta Rastem s knjigo, ki ga izvaja JAK, je bil izbran kot roman za srednješolce v šolskem letu 2024/25. V dar so ga prejeli vsi slovenski dijaki prvih letnikov. Delo se nahaja na seznamu priporočenega branja Društva Bralne značke Slovenije - ZPMS. Orfejeva lira je prvi roman iz trilogije Srebrna sekira, kar je anagram avtorjevih imen (Silver Axe – Silvester, Aksinja).